# Vůně vanilky
Vůně vanilky je český televizní film režiséra Jiřího Stracha z roku 2002.

## Obsazení
| Barbora Munzarová      | Onč / Anna Zofová |
| Jiří Dvořák            | Stanley           |
| Roman Štolpa           | Hank              |
| Aleš Háma              | Bill              |
| Pavel Kříž             | velitel           |
| Matěj Hádek            | seržant           |
| Antonín Procházka      | plzeňský četník   |
| Jiří Schmitzer         | Fanouš Zof        |
| Jana Hlaváčová         | matka             |
| Dominika Stará         | Anežka            |
| Oliver Jahn            | Venoušek          |
| Michal Čeliš           | Fanda             |
| Ladislav Županič       | Hamsa             |
| Jaroslava Obermaierová | sousedka          |
| Vlastimil Zavřel       | řidič náklaďáku   |
| Filip Tomsa            | číšník            |
| Michaela Maurerová     | dívka z hospody   |